# Hoplon

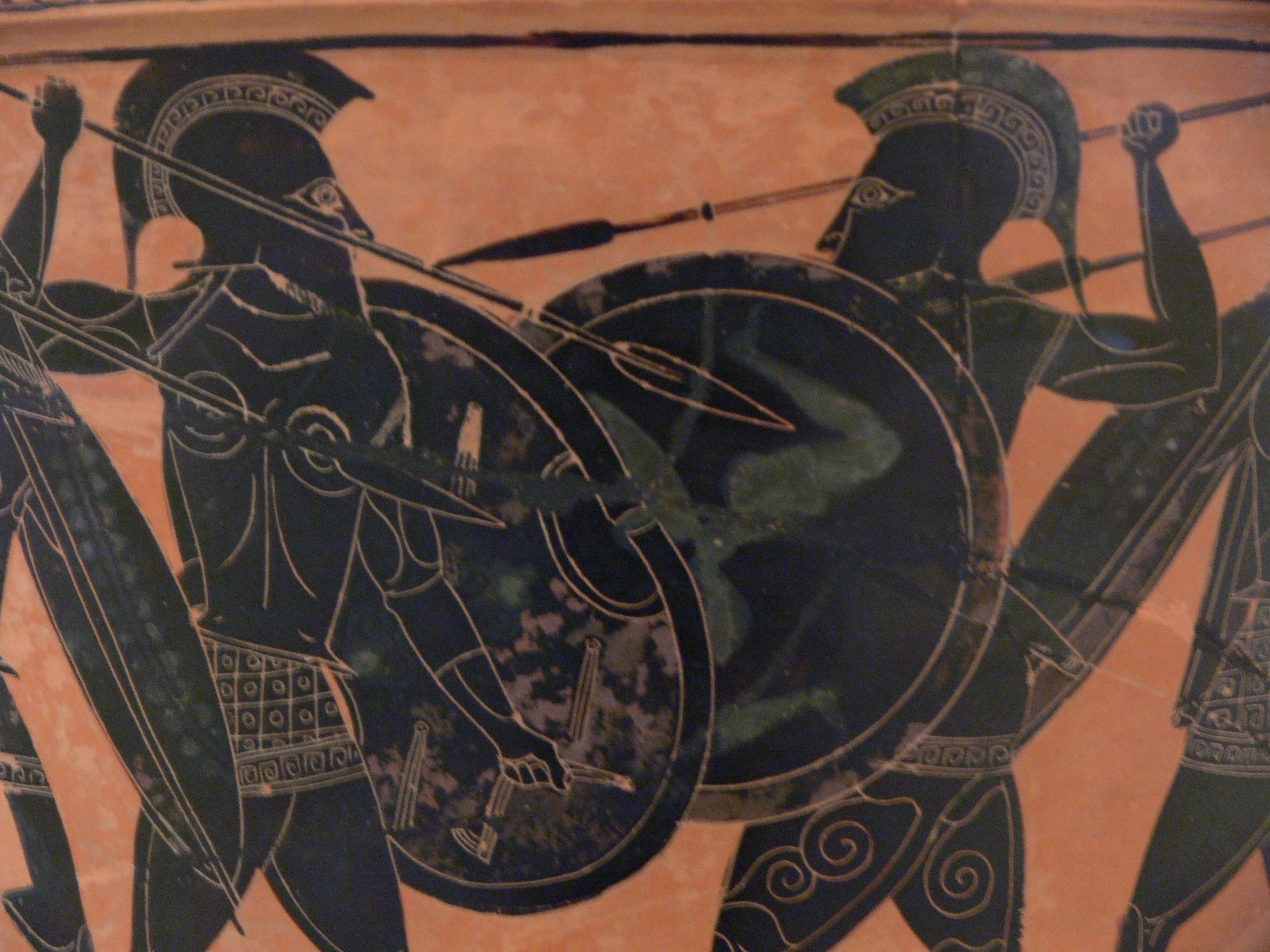
Boj hoplítů znázorněný na černofigurové váze z Archeologického muzea v Athénách

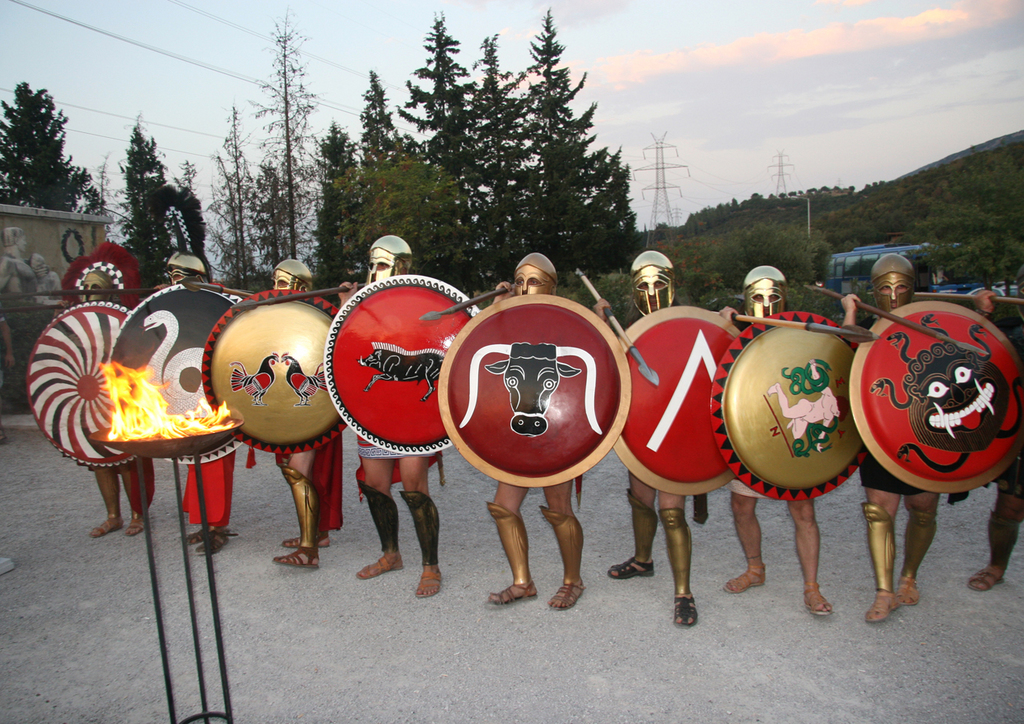
Novodobá rekonstrukce řady hoplítů. Hopla se ve formaci překrývají.

Hoplon (řecky: ὅπλον) byl štít, který využívali starověcí řečtí válečníci – hoplíté. Hoplíté od tohoto štítu odvozovali svůj název a jeho ztráta pro ně znamenala tu největší potupu. Byl používán od achajských dob do období helénismu, kdy byl vytlačen lehčím, z něj odvozeným štítem, zvaným aspis. Oba tyto štíty byly v určitém období používány nejen Řeky, ale i jinými národy ovlivněnými řeckou kulturou (včetně Římanů).

## Hoplon
Štít hoplon byl nejdůležitější součást výzbroje řeckého hoplíty. Byl to vlastně mělký talíř ze dřeva, zprvu jen s okraji obloženými bronzem, později celý pokrytý bronzem, měřící v průměru 80–100 cm. Měl dvojitou rukojeť složenou z koženého nebo kovového pásu vedeného napříč středem, kterým mohla být prostrčena paže až po loket (porpax), a smyčky z kůže nebo provazu na okraji, za kterou mohl být držen rukou (antilabé). Mohl být tedy držen na lokti a část váhy spočívala na rameni, takže se snadněji nosil, ale nebyl tak poddajný, jako štít s jednou rukojetí. Štít nebyl moc vhodný k vrhání oštěpů či k boji s mečem, ale velice se hodil k boji s kopím.
Zhruba od poloviny 7. století př. n. l. bojovali hoplíté v útvaru zvaném falanga, což byla sevřená obdélníková formace pěchoty. Hoplíté ve formaci vytvořili ze svých štítů doslova hráz, ze které se ježila kopí. Voják v řadě falangy částečně kryl přesahující částí svého štítu souseda na levé straně. Pozice v pravé části bitevního šiku byla proto považována za čestnější.
Hoplon býval zdoben symboly. Zvláště populární byly tváře mytických oblud: minotaurů, gorgon a dalších stvůr. Sparťané ale naproti tomu prosadili přísnou uniformitu a všechny jejich štíty byly zdobeny písmenem lambda (Λ), počátečním písmenem slova Lakedaimonoi, což bylo vlastní označení občanů Sparty a jejich obce.

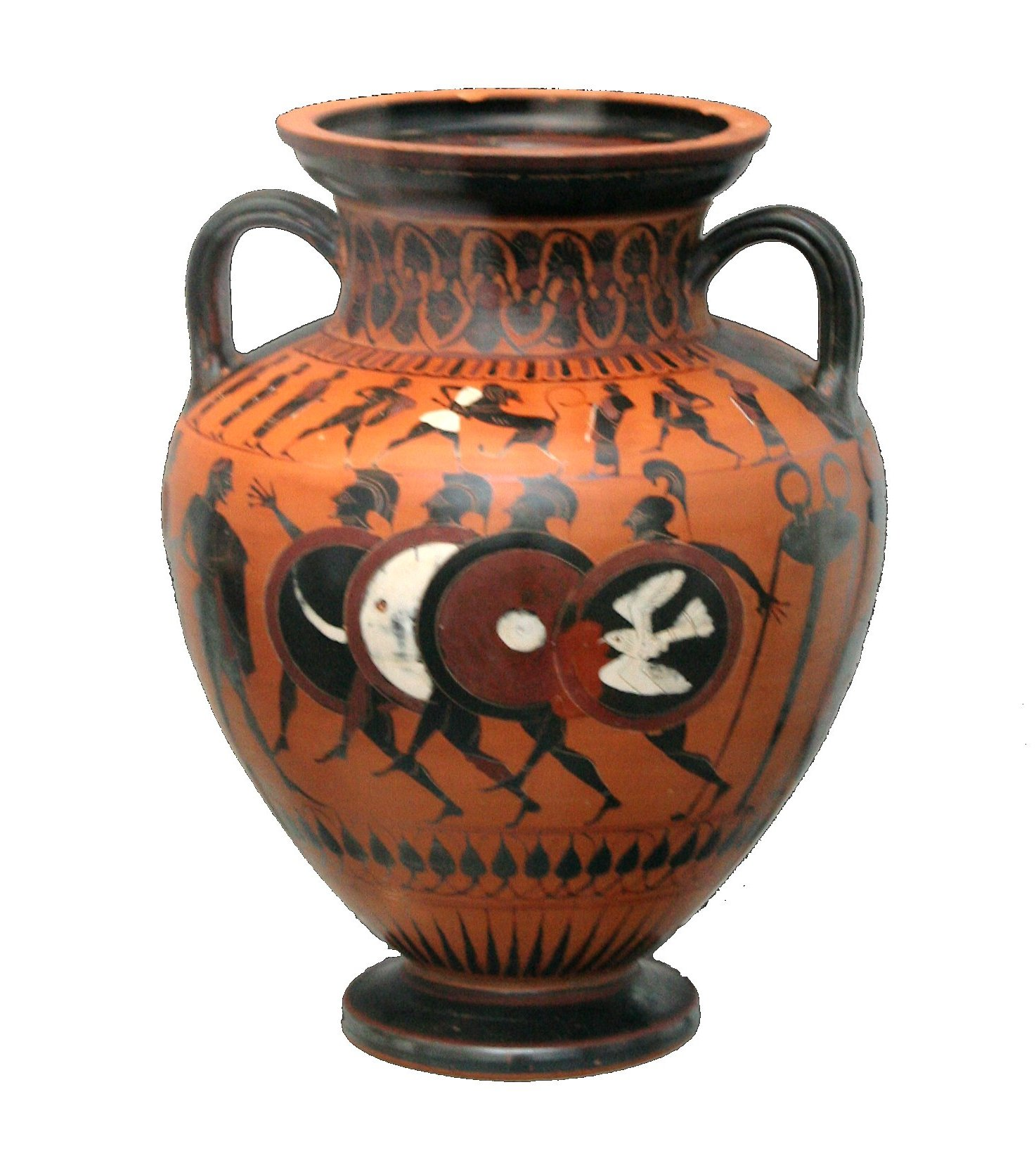
Znázornění závodního běhu těžkooděnců na attické černofigurové amfoře, cca 550 př. n. l., Vulci

Při běžecké disciplíně antických Olympijských her zvané hoplítodromos („běh těžkooděnců“), se závodilo původně v plné zbroji beze zbraní, ale postupně ze zbroje zbyl pouze hoplon, posléze závodníkům půjčovaný z pokladu Diova chrámu v Olympii.

## Přechod ke štítu aspis
V 5. a ve 4. století př. n. l. se experimentovalo s lehčím štítem, kterým byli vybaveni tzv. Ífikratovi hoplíté. V Řecku se však tato inovace nerozšířila a nový typ štítu byl vynalezen v Makedonii. Ze štítu hoplon se ve čtvrtém století př. n. l. vyvinul štít, který označujeme jako aspis. Samotné slovo aspis (řecky: ἀσπίς) znamená „štít“. Vyvinuli jej Makedonci za účelem vytvoření lehčího, ale stále účinného štítu, který by vojákům ulehčil ovládání prodlouženého kopí sarísa (sarissa). Byl to plochý štít o průměru 60 cm, vyrobený z bronzu. Stejně jako hoplon, také aspis byl připevněn na lokti. Byl lehčí než jeho předchůdce hoplon, ale stále velice účinný.

## Rozšíření aspidy a hoplonu
Aspis a hoplon se nepoužívaly pouze v Řecku. Byly ve výzbroji vojáků v Kartágu, helénistických říších (např. v Seleukovské říši, Ptolemaiovském Egyptě), a do 4. století př. n. l. používali hoplon či aspis i Římané. Po porážce a zničení těchto říši Římem štíty hoplon i aspis mizí a většina štítů té doby je odvozena od římského štítu scutum.